# Sturemorden

Erik XIV, målning från cirka 1560, tillskriven Domenicus ver Wilt.

Sturemorden kallas de mord på tre adelsmän tillhörande Stureätten och ytterligare tre personer, som Sveriges dåvarande kung Erik XIV lät föröva i Vasaborgen på Uppsala slott den 24 maj 1567. Hejdlöst raseri och frambrytande sinnessjukdom har angivits som förklaring till kungens beslut och handlingar kring morden.

## Händelseförlopp

### Bakgrund
Bakgrunden till händelsen var att ett antal adelsmän av Erik XIV misstänktes för förrädiska stämplingar mot kungamakten. Efter att Nils Svantesson Sture deltagit i ett misslyckat försök att inta Bohus fästning dömdes han för högförräderi till döden av Höga nämnden, den överdomstol som Erik hade inrättat 1561, och som närmast fungerade som en förvaltningsdomstol. Han benådades, men fick hålla ett skymfligt tåg genom Stockholms gator den 15 juni 1566. Ett par dagar därefter skickades han såsom Eriks ambassadör i friarärenden till Lothringen. Tillsammans med medlemmar ur ätten Sture fängslades Sten Banér på Svartsjö slott och ställdes inför Höga nämnden. Fångarna överfördes till Uppsala slott.

### Morden
Våren 1567 kallades rikets ständer till Uppsala för att bekräfta domarna. Kungen anlände till staden den 16 maj och Nils Sture återkom från friaruppdraget i Lothringen den 21 maj, med vad som verkar ha varit ett negativt besked, varpå även han sattes i förvar i slottsfängelset. Den 22 maj skrev kungen ett försonligt brev till greve Svante Sture och besökte honom i fängelset den 24 maj och bad om förlåtelse för sitt handlingssätt. Då kungen antagligen inte var övertygad om att den förlåtelse som gavs var uppriktig, förlorade han all besinning och störtade in till Nils Sture och stötte först sin dolk och sedan ett spjut i honom.
Kungen flydde därefter ur staden och gav på vägen befallning till sina drabanter om att döda de övriga fångna herrarna samt att hugga ned riksrådet Dionysius Beurræus, som ilat efter för att be kungen att besinna sig.
Enligt Sten Erikssons berättelse räddades dennes liv, när kungen vid sin befallning lagt till, att herr Sten skulle skonas. Eftersom vakten inte visste vilken Sten, Sten Eriksson eller Sten Banér, som kungen avsåg, lät man dem båda leva. Detta har dock ifrågasatts då oberoende källor till detta saknas. Helt visst är dock att Sten Banér satt fängslad.

### Efterspel
Den 27 maj påträffades kungen, förklädd och fortfarande förvirrad, i Odensala socken. Småningom blev han lugnare och bad då både Gud och människor om förlåtelse. Han sökte försoning med de mördades släktingar och Sveriges övriga adel samt befallde biskoparna i augusti 1567 att uppmana folket att genom förböner avvända himmelens straff. Under Eriks svaghetstillstånd tog rådet över styrelsen av landet, befriade hertig Johan ur sitt fängelse och dömde kungens sekreterare Jöran Persson till döden. Denna dom verkställdes dock inte av rädsla för hur Erik skulle reagera, när han blev frisk. Kungens yngre bröder ledde ett uppror mot kungen som slutade i att kungen avsattes i september 1568.

### Eftermäle
De kläder som Svante, Nils och Erik Sture bar vid mordet har bevarats och visas i dag i Skattkammaren i Uppsala domkyrka och de så kallade Sturevalven vid Uppsala slott är öppna för allmänheten sommartid. År 1880 målade konstnären Gustaf Cederström Sturemorden, en historiemålning som i dag tillhör Uppsala universitet.

## Dödade
- Svante Sture den yngre (50 år)
- Nils Svantesson Sture (23 år) son till Svante Sture
- Erik Svantesson Sture (21 år) son till Svante Sture
- Abraham Gustafsson Stenbock
- Ivar Ivarsson (Liljeörn)
- Dionysius Beurræus

## Galleri

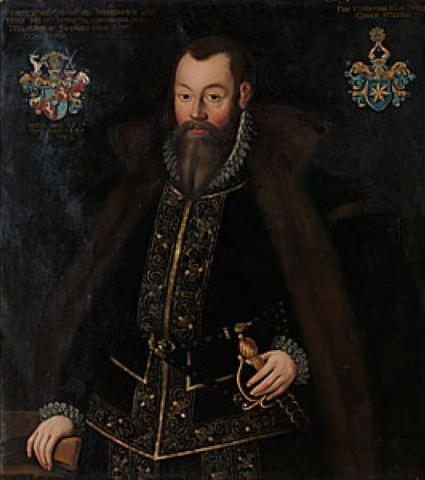
Svante Sture den yngre.
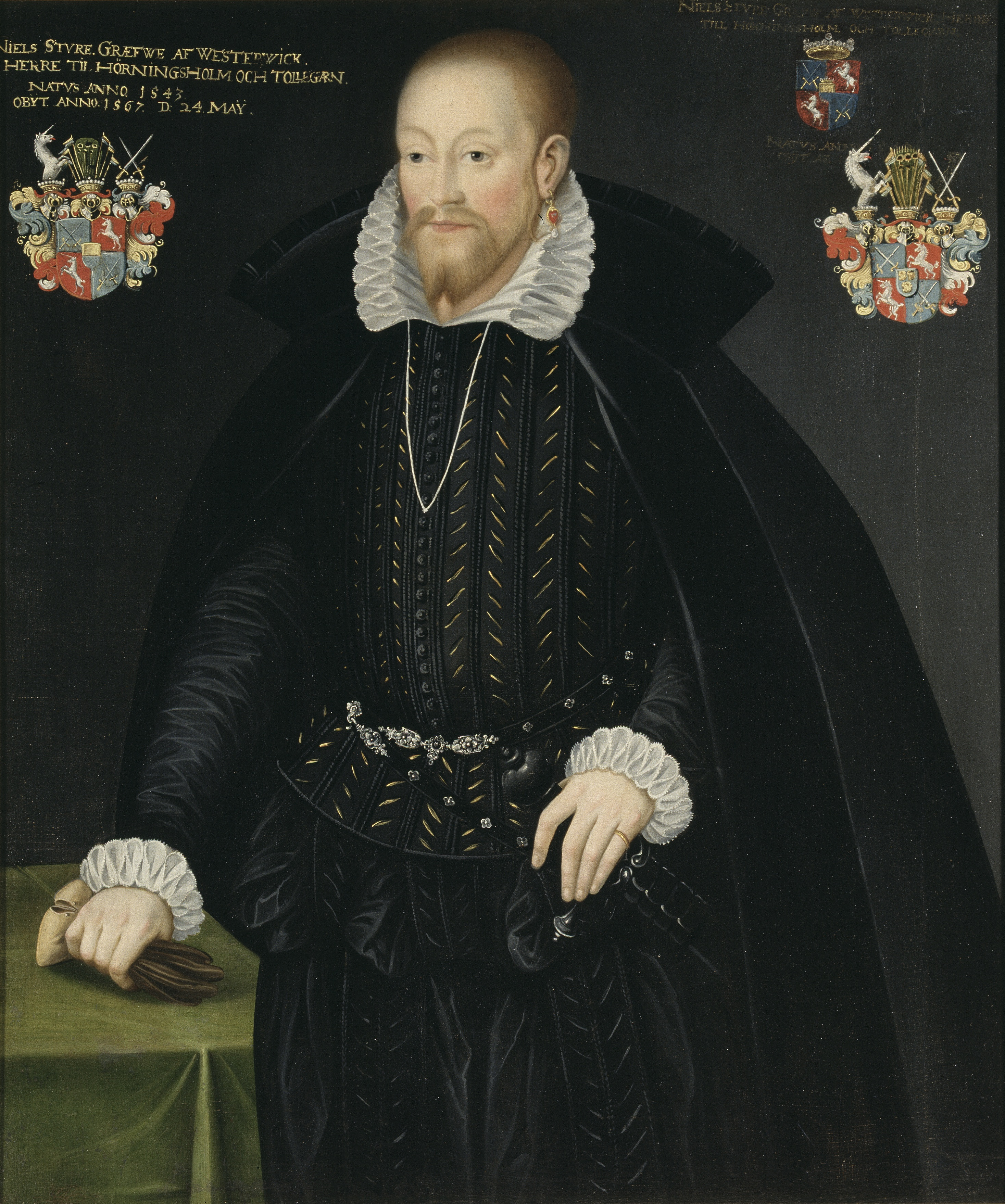
Nils Sture.
Erik Sture.